# ITF Toyota
Das ITF Toyota (offiziell: Dunlop Srixon World Challenge) ist ein Tennisturnier des ITF Women’s Circuit, das in Toyota, Japan ausgetragen wird.

## Siegerliste

### Einzel
| Jahr                     | Siegerin            | Finalgegnerin     | Ergebnis      |
| ------------------------ | ------------------- | ----------------- | ------------- |
| ↓ Kategorie: $75.000+H ↓ |                     |                   |               |
| 2008                     | Ayumi Morita        | Xenija Lykina     | 6:1, 6:3      |
| 2009                     | Kimiko Date-Krumm   | Bojana Jovanovski | 7:5, 6:2      |
| 2010                     | Misaki Doi          | Junri Namigata    | 7:5, 6:2      |
| 2011                     | Tamarine Tanasugarn | Kimiko Date-Krumm | 6:2, 7:5      |
| 2012                     | Stefanie Vögele     | Kimiko Date-Krumm | 7:63, 6:4     |
| 2013                     | Luksika Kumkhum     | Hiroko Kuwata     | 3:6, 6:1, 6:3 |
| 2014                     | An-Sophie Mestach   | Shūko Aoyama      | 6:1, 6:1      |
| 2015                     | Jana Fett           | Luksika Kumkhum   | 6:4, 4:6, 6:4 |
| ↓ Kategorie: $50.000+H ↓ |                     |                   |               |
| 2016                     | Aryna Sabalenka     | Lizette Cabrera   | 6:2, 6:4      |
| ↓ Kategorie: $60.000+H ↓ |                     |                   |               |
| 2017                     | Mihaela Buzărnescu  | Tamara Zidanšek   | 6:0, 6:1      |

### Doppel
| Jahr                     | Siegerinnen                         | Finalgegnerinnen                          | Ergebnis          |
| ------------------------ | ----------------------------------- | ----------------------------------------- | ----------------- |
| ↓ Kategorie: $75.000+H ↓ |                                     |                                           |                   |
| 2008                     | Emma Laine Melanie South            | Kimiko Date-Krumm Han Xinyun              | 6:1, 7:5          |
| 2009                     | Marina Eraković Tamarine Tanasugarn | Akari Inoue Akiko Yonemura                | 6:1, 6:4          |
| 2010                     | Shūko Aoyama Rika Fujiwara          | Irina-Camelia Begu Mădălina Gojnea        | 1:6, 6:3, [11:9]  |
| 2011                     | Makoto Ninomiya Riko Sawayanagi     | Caroline Garcia Michaëlla Krajicek        | walkover          |
| 2012                     | Ashleigh Barty Casey Dellacqua      | Miki Miyamura Varatchaya Wongteanchai     | 6:1, 6:2          |
| 2013                     | Shūko Aoyama Misaki Doi             | Eri Hozumi Makoto Ninomiya                | 7:61, 2:6, [11:9] |
| 2014                     | Makoto Ninomiya Eri Hozumi          | Shuko Aoyama Junri Namigata               | 6:3, 7:5          |
| 2015                     | Akiko Omae Peangtarn Plipuech       | Luksika Kumkhum Yuuki Tanaka              | 3:6, 6:0, [11:9]  |
| ↓ Kategorie: $50.000+H ↓ |                                     |                                           |                   |
| 2016                     | Xenija Lykina Akiko Omae            | Rika Fujiwara Avaka Okuno                 | 6:74, 6:2, [10:5] |
| ↓ Kategorie: $60.000+H ↓ |                                     |                                           |                   |
| 2017                     | Xenija Lykina Junri Namigata        | Nicha Lertpitaksinchai Peangtarn Plipuech | 3:6, 6:3, [10:4]  |

## Quelle
- ITF Homepage